# Kubuspoort
De Kubuspoort is een kunstwerk in de wijk De Aker in Amsterdam Nieuw-West.
Het “beeld” staat aan de rand van het Ecuplein, daar waar brug 1884 naar de Pesetalaan voert. Marijke de Goey ontwierp een metershoge poort van slordig gestapelde en enigszins verfomfaaide kubussen waarvan alleen de ribben zijn gemaakt. Kubussen zijn daarbij een favoriet van de kunstenares, vanuit elk punt is niet de hele kubus te zien. Ze gebruikte alleen de ribben om het transparant te houden. De kubussen zijn daarbij drie bij drie meter; het geeft een tegenstelling tot de grote betonnen/stenen vlakken van de bebouwing en heeft volgens de kunstenares een desoriënterend effect ten opzichte van de strakke lijnen in de bebouwing. De kunstenares had een ontmoetingsplaats voor ogen voor buurtbewoners. Het kunstwerk werd behoorlijk prijzig want er was een fundering voor nodig om het te kunnen plaatsen in de modderige bodem alhier; het weegt 20 ton en is 18 meter hoog. De kleur blauw koos ze niet alleen vanwege het feit dat het haar lievelingskleur is; de kleur blauw valt bijna bij alle combinaties van natuurlijk licht en de Nederlandse (wolken-)hemels op. Bovendien bleek de toegepaste blauwe verf lang houdbaar.
Het kunstwerk zou betaald zijn door de projectontwikkelaar Delta roA (bestaande uit een aantal samenwerkende woningbouwverenigingen) en aannemer De Nijs. 